# Kadyjskij rajon
Il Kadyjskij rajon (in russo Кадыйский район?) è un rajon dell'Oblast' di Kostroma, nella Russia europea; il capoluogo è Kadyj. Istituito nel 1935, ricopre una superficie di 2.190 chilometri quadrati e nel 2010 ospitava una popolazione di circa 8.000 abitanti.